# SN 1993Q
SN 1993Q – supernowa typu Ia odkryta 28 maja 1993 roku w galaktyce A203546-4247. W momencie odkrycia miała maksymalną jasność 19,00m.